# Fairfax High School

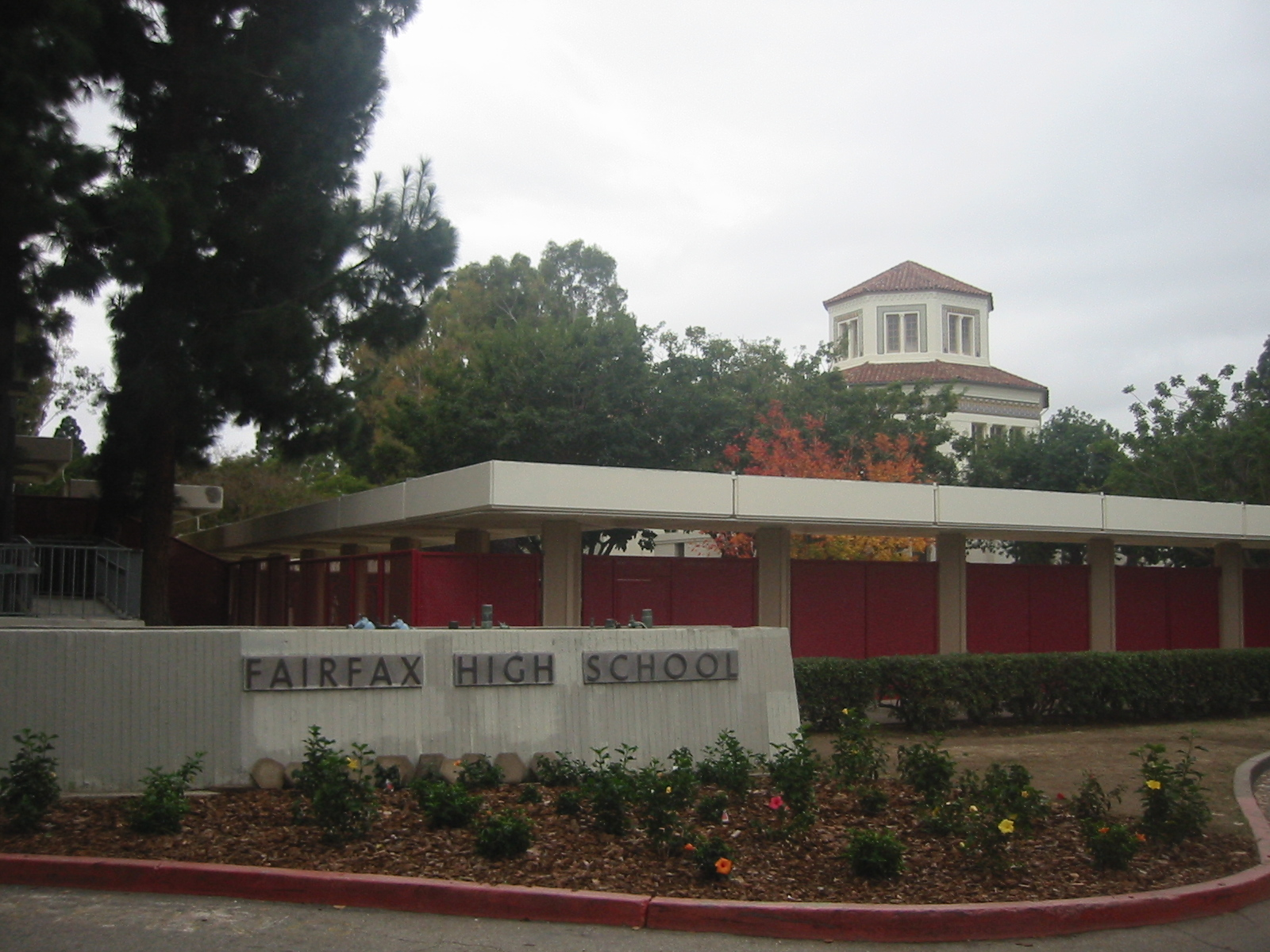
Fairfax High School

Fairfax High School (ook wel Fairfax High) is een highschool in Hollywood in de Amerikaanse stad Los Angeles.
De school ligt in Hollywood, op de hoek van de straten Fairfax en Melrose. Onder andere Slash, de eerste vier leden van de Red Hot Chili Peppers en de Jackson Five-broers Marlon en Jermaine hebben er gestudeerd. De gymzaal is ooit gebruikt voor de videoclip van Smells Like Teen Spirit van Nirvana. De school is gebouwd in 1924 en was de eerste jaren een voornamelijk Joodse school.
De school is ook een van de Amerikaanse celebrity schools omdat ook sterren als Demi Moore en songwriter Jerry Leiber er op school zaten. De eerste zat bovendien in dezelfde klas als Sharona Alperin, het onderwerp van het liedje My Sharona van The Knack.